# لورنزو آموروسو
لورنزو آموروسو (انگلیسی: Lorenzo Amoruso؛ زادهٔ ۲۸ ژوئن ۱۹۷۱) بازیکن فوتبال اهل ایتالیا است.
از باشگاه‌هایی که در آن بازی کرده‌است می‌توان به باشگاه فوتبال فیورنتینا، باشگاه فوتبال بلکبرن روورز، باشگاه فوتبال رنجرز، باشگاه فوتبال باری، و باشگاه فوتبال دلفینو پسکارا اشاره کرد.
وی همچنین در تیم ملی فوتبال زیر ۲۱ سال ایتالیا بازی کرده‌است.